# Wasser-Gleditschie
Die Wasser-Gleditschie (Gleditsia aquatica) ist eine Pflanzenart aus der Gattung der Gleditschien (Gleditsia) in der Unterfamilie der Johannisbrotgewächse (Caesalpinioideae). Das natürliche Verbreitungsgebiet der Art liegt im östlichen Nordamerika.

## Beschreibung

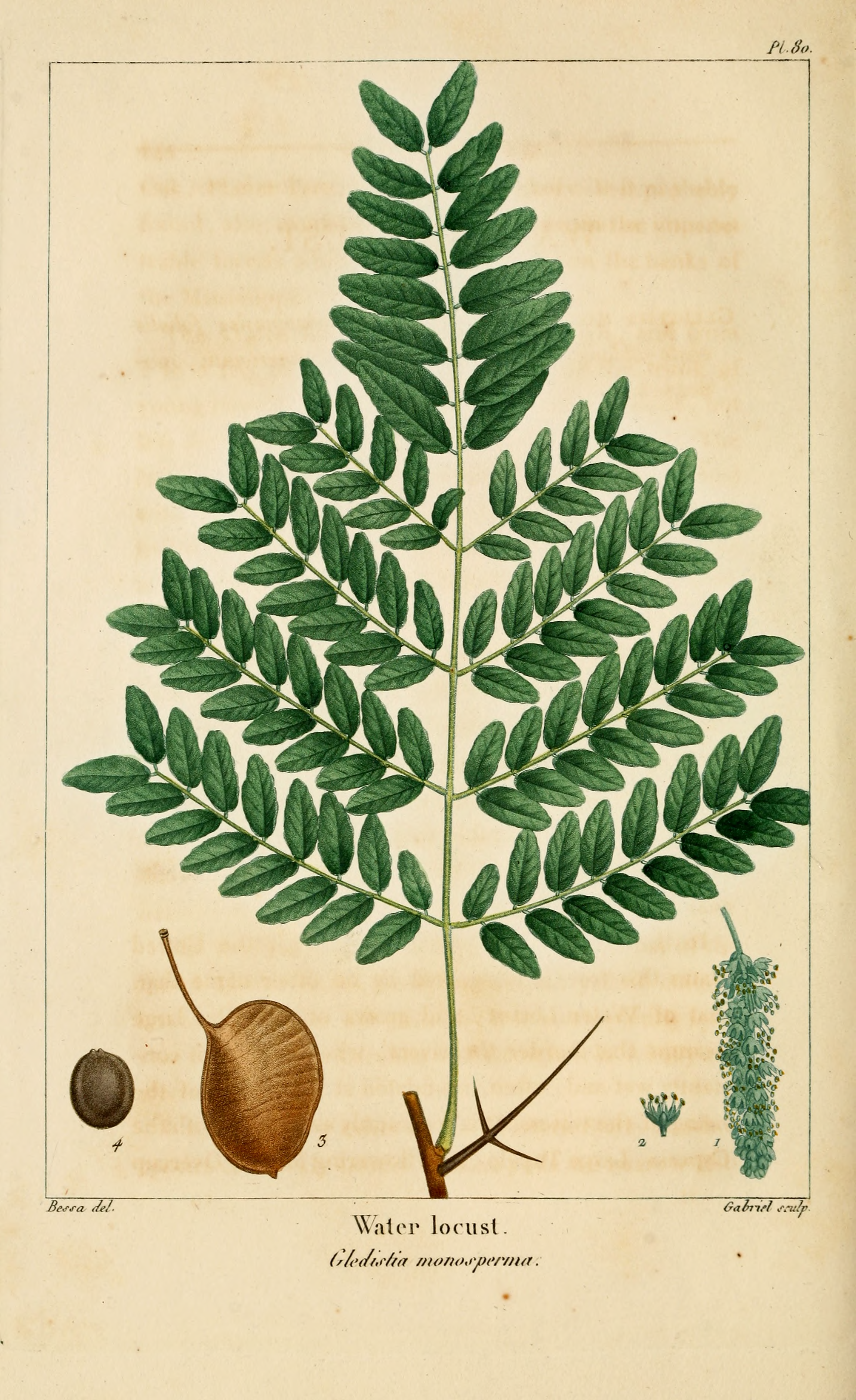
Illustration

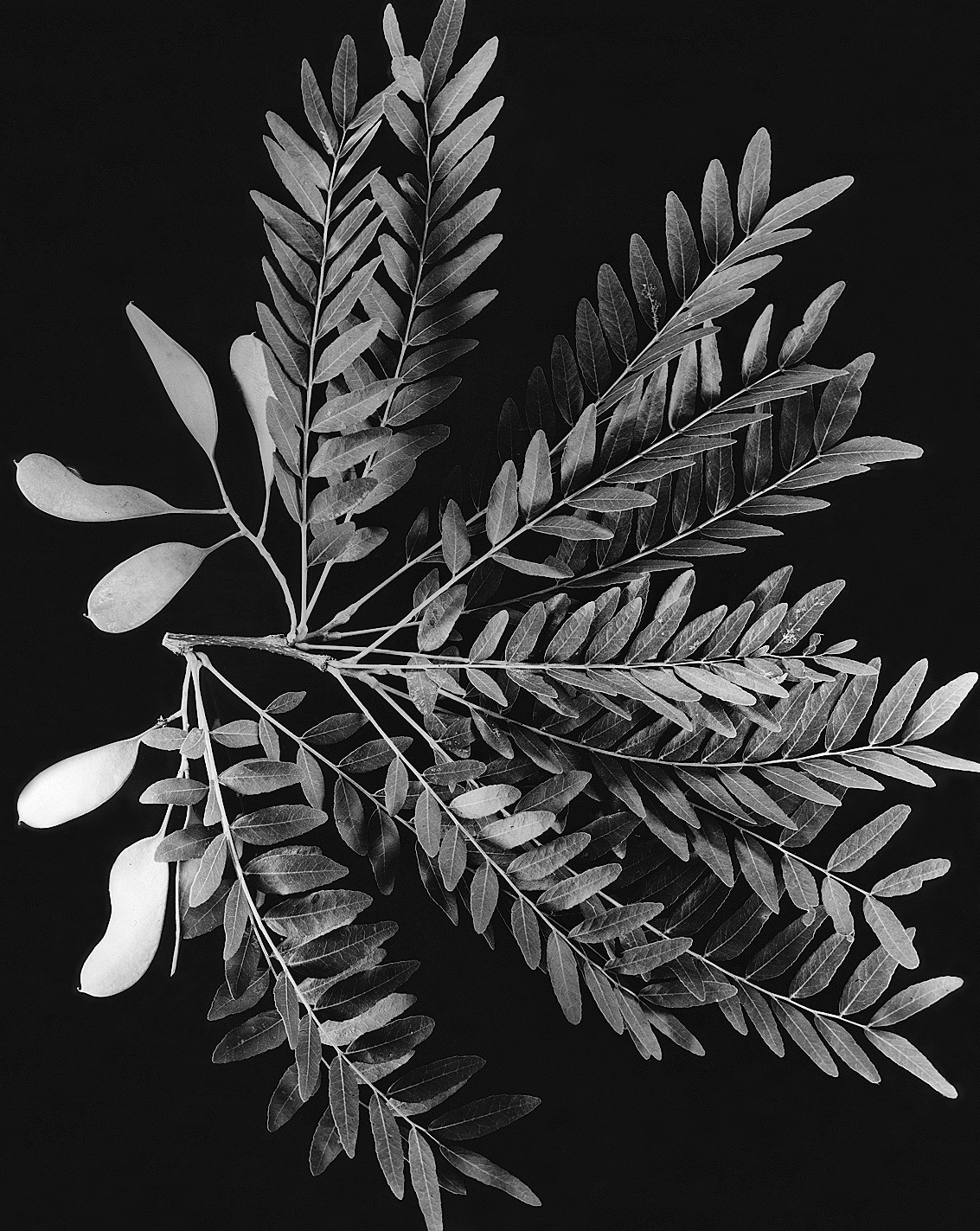
Zweig mit gestielten, gefiederten Laubblättern

### Vegetative Merkmale
Die Wasser-Gleditschie wächst als laubabwerfender Baum mit einer Wuchshöhe von 15 bis über 20 Metern bei einem Stammdurchmesser von 0,6 bis 0,9 Metern. Ihre größte Wuchshöhe erreicht sie im unteren Tal des Mississippi River. Der kurze Stamm ist meist kurz über dem Boden geteilt. Die Borke ist dünn, fest und mit kleinen, korkigen Auswüchsen übersät; ab und zu kann die Borke auch schuppig sein. Manchmal kommen große, oft verzweigte und spitze Dornen vor.
Die wechselständigen und gestielten Laubblätter sind einfach bis doppelt paarig gefiedert und weisen eine „Schlafstellung“ auf. Die kurz gestielten und eiförmigen, rundspitzigen bis stumpfen, manchmal eingebuchteten, kahlen Blättchen sind gesägt bis ganzrandig.

### Generative Merkmale
Die Wasser-Gleditschie ist zweihäusig diözisch. Es werden traubige Blütenstände gebildet. Die grün-gelben Blüten sind meist funktionell eingeschlechtlich oder zwittrig.
Die kleine und flache, verkehrt-eiförmige bis elliptische Hülsenfrucht der Wasser-Gleditschie ist, im Unterschied zu den anderen Gleditsia-Arten, nur rund 4 Zentimeter lang und enthält ein bis zwei Samen ohne „Fruchtfleisch“.

## Vorkommen

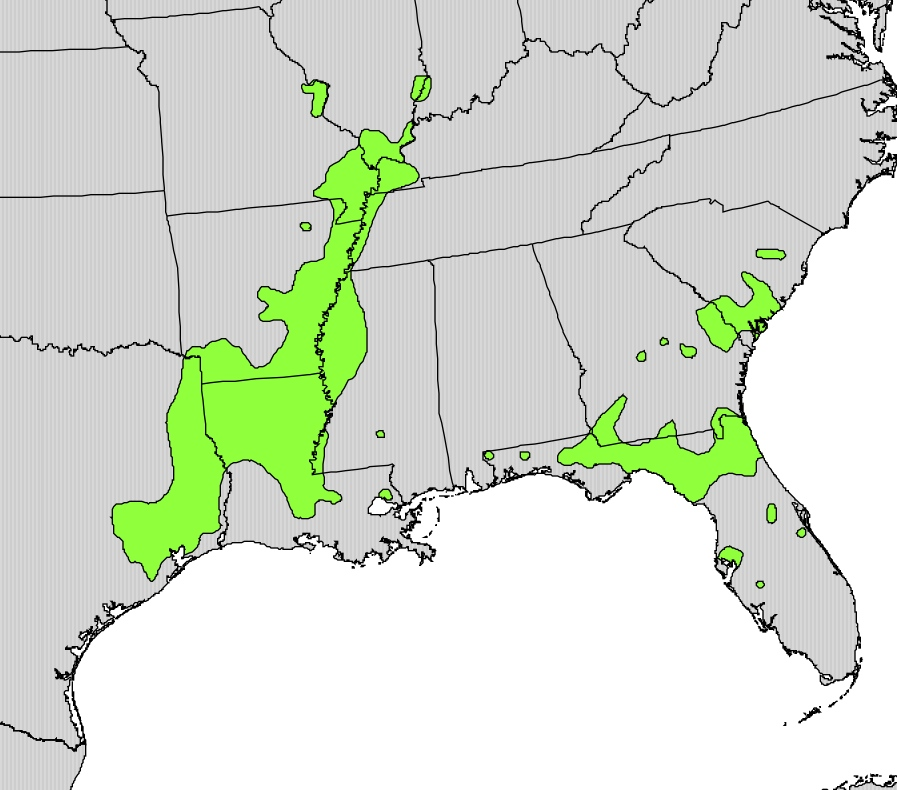
Verbreitungsgebiet

Gleditsia aquatica ist im östlichen Nordamerika verbreitet. Die Wasser-Gleditschie gedeiht an nassen Standorten, wie zum Beispiel lange überschwemmten Flussufern. Oft kommt sie gemeinsam mit der Amerikanischen Platane (Platanus occidentalis), der Spitzblättrigen Adelie (Forestiera acuminata), der Wasser-Ulme (Planera aquatica), der Echten Sumpfzypresse (Taxodium distichum), Tupelogewächsen (Nyssoideae) und verschiedenen Weidenarten (Salix) vor.

## Taxonomie
Die Wasser-Gleditschie wurde 1785 von Humphry Marshall in Arbustrum Americanum Seite 95 als Gleditsia aquatica erstbeschrieben.

## Verwendung
Das Holz ist hart und schwer.